# Leonardo Gatto
Leonardo Davide Gatto (Trebisacce, 28 aprile 1992) è un calciatore italiano, attaccante o centrocampista dell'Antella.

## Biografia
È il fratello maggiore di Massimiliano, a sua volta calciatore.

## Caratteristiche tecniche
La sua posizione originale è quella di ala, preferibilmente a sinistra ma col tempo si è saputo adattare anche a giocare come seconda punta e anche trequartista, giocatore dotato di una grande tecnica individuale abbinata a un'ottima velocità e una gran rapidità nello stretto si dimostra letale soprattutto negli ultimi minuti di partita sia per la sua imprevedibilità che per la rapidità e grinta che presenta nei tempi di inserimento.

## Carriera

### Club
Nel luglio 2011 viene ceduto in prestito dalla Primavera dell'Atalanta al Pisa, club con cui disputa in Lega Pro Prima Divisione. La stagione successiva rimane in Toscana con il Pisa. Segna 4 gol in 21 presenze di campionato (il primo dei quali lo realizza il 2 dicembre 2012 in Viareggio-Pisa 2-2) e 2 gol in 4 presenze nei play-off.
Nella stagione 2013-2014 passa in prestito dall'Atalanta alla Virtus Lanciano, con cui esordisce in Serie B il 24 agosto 2013 nella partita Brescia-Lanciano (2-2). Il 15 marzo 2014 realizza il suo primo gol in Serie B, l'1-0 nella partita vinta per 2-1 in casa contro il Novara. Rimane al Lanciano anche durante la stagione 2014-2015, sempre in Serie B.
Nell'estate del 2015 dopo due anni lascia la squadra abruzzese e viene ceduto in prestito al Vicenza, sempre nella serie cadetta; qui, segna 2 reti in 3 presenze in Coppa Italia e 2 reti in 23 presenze in campionato; nella sessione invernale di calciomercato lascia il Vicenza per passare (sempre in prestito) alla Salernitana. Gioca la sua prima partita con i campani subentrando dalla panchina il 6 febbraio in Salernitana-Pescara (2-2).
Il 20 luglio 2016, viene ceduto a titolo temporaneo dall'Atalanta all'Ascoli, squadra che milita in Serie B, fino al 30 giugno 2017; segna 4 gol in 33 partite di campionato. In estate torna alla Salernitana a titolo definitivo e in sei mesi segna un gol in 12 partite.
Il 10 gennaio 2018 viene ceduto alla Virtus Entella ritrovando Alfredo Aglietti, suo allenatore all'Ascoli; colleziona 17 presenze e 2 gol con la squadra ligure che retrocede in C. In estate viene ceduto in prestito alla Pro Vercelli dove gioca il fratello. Tornato per fine prestito all’Entella che è risalita nel frattempo in B, nel luglio 2019 prende parte al ritiro di Sappada. L’8 agosto viene ceduto in prestito con obbligo di riscatto alla Triestina.
Nel gennaio del 2021 torna alla Pro Vercelli in prestito. A fine stagione rientra alla Triestina giocando una partita di Coppa Italia e una di campionato. Infine il 31 agosto dello stesso anno viene acquistato a titolo definitivo dal club piemontese.
Il 5 ottobre 2023, Gatto viene ingaggiato da svincolato dalla Sanremese, in Serie D; dopo aver giocato 13 partite con il club ligure a fine stagione rimane nuovamente svincolato, rimanendo senza contratto fino al dicembre del 2024 quando si accasa ai toscani dell'Antella, militanti in Eccellenza.

### Nazionale
Ha giocato in Under-20.
Con la nazionale Under-21, dopo l'esordio assoluto avvenuto il 14 agosto 2013 in amichevole contro la Slovacchia (vittoria azzurra per 4-1), il 5 settembre seguente gioca la partita di qualificazione agli Europei Under-21 del 2015 persa per 3-1 in casa contro il Belgio. In seguito ha giocato anche con la B Italia.

## Statistiche

### Presenze e reti nei club
Statistiche aggiornate al 18 aprile 2024.
| Stagione              | Squadra               | Campionato            | Campionato | Campionato | Coppe nazionali | Coppe nazionali | Coppe nazionali | Coppe europee | Coppe europee | Coppe europee | Altre coppe | Altre coppe | Altre coppe | Totale | Totale |
| Stagione              | Squadra               | Comp                  | Pres       | Reti       | Comp            | Pres            | Reti            | Comp          | Pres          | Reti          | Comp        | Pres        | Reti        | Pres   | Reti   |
| --------------------- | --------------------- | --------------------- | ---------- | ---------- | --------------- | --------------- | --------------- | ------------- | ------------- | ------------- | ----------- | ----------- | ----------- | ------ | ------ |
| 2011-2012             | Pisa                  | 1D                    | 12         | 0          | CI+CI-LP        | 0+7             | 2               | -             | -             | -             | -           | -           | -           | 19     | 2      |
| 2012-2013             | Pisa                  | 1D                    | 21+4       | 4+2        | CI+CI-LP        | 1+3             | 1+0             | -             | -             | -             | -           | -           | -           | 29     | 7      |
| Totale Pisa           | Totale Pisa           | Totale Pisa           | 33+4       | 4+2        |                 | 11              | 3               |               | -             | -             |             | -           | -           | 48     | 9      |
| 2013-2014             | Lanciano              | B                     | 22         | 4          | CI              | 0               | 0               | -             | -             | -             | -           | -           | -           | 22     | 4      |
| 2014-2015             | Lanciano              | B                     | 37         | 5          | CI              | 1               | 0               | -             | -             | -             | -           | -           | -           | 38     | 5      |
| Totale Lanciano       | Totale Lanciano       | Totale Lanciano       | 59         | 9          |                 | 1               | 0               |               | -             | -             |             | -           | -           | 60     | 9      |
| 2015-gen. 2016        | Vicenza               | B                     | 23         | 2          | CI              | 3               | 2               | -             | -             | -             | -           | -           | -           | 26     | 4      |
| gen.-giu. 2016        | Salernitana           | B                     | 17+2       | 1+1        | CI              | -               | -               | -             | -             | -             | -           | -           | -           | 19     | 2      |
| 2016-2017             | Ascoli                | B                     | 33         | 4          | CI              | 1               | 1               | -             | -             | -             | -           | -           | -           | 34     | 5      |
| 2017-gen. 2018        | Salernitana           | B                     | 12         | 1          | CI              | -               | -               | -             | -             | -             | -           | -           | -           | 12     | 1      |
| Totale Salernitana    | Totale Salernitana    | Totale Salernitana    | 29+2       | 2+1        |                 | -               | -               |               | -             | -             |             | -           | -           | 31     | 3      |
| gen.-giu. 2018        | Virtus Entella        | B                     | 16+2       | 2+0        | CI              | -               | -               | -             | -             | -             | -           | -           | -           | 17     | 2      |
| ago. 2018             | Virtus Entella        | C                     | 0          | 0          | CI              | 1               | 0               | -             | -             | -             | -           | -           | -           | 1      | 0      |
| Totale Virtus Entella | Totale Virtus Entella | Totale Virtus Entella | 16+2       | 2          |                 | 1               | 0               |               | -             | -             |             | -           | -           | 19     | 2      |
| 2018-2019             | Pro Vercelli          | C                     | 32+2       | 2          | CI-C            | 2               | 0               | -             | -             | -             | -           | -           | -           | 36     | 2      |
| 2019-2020             | Triestina             | C                     | 26+2       | 1          | CI+CI-C         | 1+1             | 0               | -             | -             | -             | -           | -           | -           | 30     | 1      |
| 2020-gen. 2021        | Triestina             | C                     | 5          | 0          | -               | -               | -               | -             | -             | -             |             | -           | -           | 5      | 0      |
| gen.-giu. 2021        | Pro Vercelli          | C                     | 19+3       | 1          | CI              | 0               | 0               | -             | -             | -             | -           | -           | -           | 22     | 1      |
| ago. 2021             | Triestina             | C                     | 1          | 0          | CI-C            | 1               | 0               | -             | -             | -             | -           | -           | -           | 2      | 0      |
| Totale Triestina      | Totale Triestina      | Totale Triestina      | 32+2       | 1          |                 | 3               | 0               |               | -             | -             |             | -           | -           | 37     | 1      |
| 2021-2022             | Pro Vercelli          | C                     | 27+2       | 3          | CI-C            | 0               | 0               | -             | -             | -             | -           | -           | -           | 29     | 3      |
| 2022-2023             | Pro Vercelli          | C                     | 19         | 3          | CI-C            | 1               | 0               | -             | -             | -             | -           | -           | -           | 20     | 3      |
| Totale Pro Vercelli   | Totale Pro Vercelli   | Totale Pro Vercelli   | 97+7       | 9          |                 | 3               | 0               |               | -             | -             |             | -           | -           | 107    | 9      |
| 2023-2024             | Sanremese             | D                     | 13         | 0          | CI-D            | 0               | 0               | -             | -             | -             | -           | -           | -           | 13     | 0      |
| Totale carriera       | Totale carriera       | Totale carriera       | 335+17     | 33+3       |                 | 23              | 6               |               | -             | -             |             | -           | -           | 375    | 42     |

### Cronologia delle presenze e reti in nazionale
| Cronologia completa delle presenze e delle reti in nazionale ― Italia under 21 | Cronologia completa delle presenze e delle reti in nazionale ― Italia under 21 | Cronologia completa delle presenze e delle reti in nazionale ― Italia under 21 | Cronologia completa delle presenze e delle reti in nazionale ― Italia under 21 | Cronologia completa delle presenze e delle reti in nazionale ― Italia under 21 | Cronologia completa delle presenze e delle reti in nazionale ― Italia under 21 | Cronologia completa delle presenze e delle reti in nazionale ― Italia under 21 | Cronologia completa delle presenze e delle reti in nazionale ― Italia under 21 |
| Data                                                                           | Città                                                                          | In casa                                                                        | Risultato                                                                      | Ospiti                                                                         | Competizione                                                                   | Reti                                                                           | Note                                                                           |
| ------------------------------------------------------------------------------ | ------------------------------------------------------------------------------ | ------------------------------------------------------------------------------ | ------------------------------------------------------------------------------ | ------------------------------------------------------------------------------ | ------------------------------------------------------------------------------ | ------------------------------------------------------------------------------ | ------------------------------------------------------------------------------ |
| 14-8-2013                                                                      | Bratislava                                                                     | Slovacchia under 21                                                            | 1 – 4                                                                          | Italia under 21                                                                | Amichevole                                                                     | -                                                                              | 45’                                                                            |
| 5-9-2013                                                                       | Rieti                                                                          | Italia under 21                                                                | 1 – 3                                                                          | Belgio under 21                                                                | Qual. Europeo Under-21 2015                                                    | -                                                                              | 64’                                                                            |
| Totale                                                                         |                                                                                | Presenze                                                                       | 2                                                                              |                                                                                | Reti                                                                           | 0                                                                              |                                                                                |

## Palmarès

### Club

#### Competizioni giovanili
- Torneo Città di Arco: 1

Atalanta: 2009